# Jannaram
Jannaram é uma vila do dsitrito de Adilabad, no estado indiano de Telanganá. O código STD desta localidade é 08739 e o código postal é 504205. A população ascende aos 10.000 habitantes.

## Números de telefone úteis
| Estabelecimento | Número       |
| Polícia         | 08739 246233 |
| Autocarros      | 08739 246235 |
| Bombeiros       | 08739 xxxxxx |

## Locais a visitar

### Templos
1. Ramalayam
2. Hanuman

### Outros
1. Santuário de vida selvagem de Kawal